# Estación Naval de Newport
La Estación Naval de Newport (NAVSTA Newport) es una base de la Armada de los Estados Unidos ubicada en la ciudad de Newport y la localidad de Middletown, Rhode Island. La Estación Naval de Newport alberga la Escuela de Guerra Naval y la Escuela de Justicia Naval. Alguna vez fue el puerto base de Cruiser Destroyer Force Atlantic (COMCRUDESLANT), que se trasladó a la Estación Naval de Norfolk a principios de la década de 1970. En 1989, la base fue agregada a la Lista de Prioridades Nacionales, después de que años antes se descubriera contaminación. Newport ahora mantiene barcos inactivos en sus instalaciones del muelle, junto con la Guardia Costera de los Estados Unidos. En BRAC 2005 (Realineación y cierre de bases), NAVSTA Newport ganó más de quinientas plazas, además de recibir, nuevamente, la Escuela de Candidatos a Oficiales (OCS), la Escuela del Cuerpo de Suministros Navales (en 2011) y varias otras actividades, para incluir algunas unidades de Reserva del Ejército.